# Cailly-sur-Eure
Cailly-sur-Eure település Franciaországban, Eure megyében. Lakosainak száma 223 fő (2022. január 1.). Cailly-sur-Eure Clef-Vallée-d'Eure, Heudreville-sur-Eure, Irreville és Reuilly községekkel határos.

## Népesség
A település népességének változása:
| Lakosok száma | 159  | 181  | 191  | 238  | 221  | 223  | 219  | 214  | 213  | 223  |
|               | 1968 | 1982 | 1990 | 2006 | 2013 | 2015 | 2017 | 2019 | 2020 | 2022 |